# 庫季 (曼基夫卡區)
49°7′38″N 30°19′6″E / 49.12722°N 30.31833°E
庫蒂（烏克蘭語：Кути）是位於烏克蘭中部的村莊，由切爾卡瑟州烏曼區的布基市鎮負責管轄。該村始建於十七世紀，面積13.6平方公里，海拔高度185米，2005年人口451，人口密度每平方公里33.1人。